# Фёдорова, Елена Васильевна
Еле́на Васи́льевна Фёдорова (24 августа 1927 года, Москва — 18 мая 2015 года, Москва) — советский и российский антиковед, кандидат филологических наук, специалист в области классической филологии и истории культуры.

## Биография
Дочь советского театрального и кинорежиссёра Василия Фёдорова. Окончила кафедру классической филологии филологического факультета МГУ; с 1958 года работала на кафедре древних языков исторического факультета МГУ; профессор. В 1956 году защитила кандидатскую диссертацию «Трагедия Эврипида „Финикиянки“: историко-литературный анализ». Елена Васильевна известна как автор серии научно-популярных книг по истории античности и истории культуры. Долгое время она исполняла обязанности заместителя заведующего Кафедрой древних языков МГУ

### Книги
- Фёдорова Е. В. Латинская эпиграфика. — М.: Издательство МГУ, 1969. — 374с.
- Фёдорова Е. В. Латинские надписи. — М.: Издательство МГУ, 1976. — 280 с. — 6100 экз.
- Фёдорова Е. В. Императорский Рим в лицах. — М.: Издательство МГУ, 1979. — 464 с. — 100000 экз.
- Фёдорова Е. В. Введение в латинскую эпиграфику. — М.: Издательство МГУ, 1982. — 256 с. — 8550 экз.
- Фёдорова Е. В. Знаменитые города Италии. Рим. Флоренция. Венеция. — М.: Издательство МГУ, 1985. — 480 с. — 100000 экз.
- Фёдорова Е. В. Люди императорского Рима. — М.: Издательство МГУ, 1990. — 366 с. — 200000 экз. — ISBN 5-211-01936-9
- Фёдорова Е. В. Ранняя латинская письменность XVII—II вв. до н. э. — М.: Издательство МГУ, 1991. — 240 с.
- Фёдорова Е. В. Императорский Рим в лицах. — М.: Инга, 1995. — 416 с. — 20000 экз. — ISBN 5-87993-0017
- Фёдорова Е. В. Повесть о счастливом человеке: [О режиссёре В. Ф. Фёдорове]. — М.: Ключ, 1997. — 336 с. — 3000 экз. — ISBN 5-7082-0029-4
- Фёдорова Е. В. Императорский Рим в лицах. — Ростов-на-Дону: Феникс; Смоленск: Инга, 1998. — 352 с. — (Серия «Исторические силуэты»). — 10000 экз. — ISBN 5-222-00178-4
- Фёдорова Е. В. Париж. Века и люди от основания города до Эйфелевой башни. — М.: Издательство МГУ, 2000. — 288 с. — 3000 экз. — ISBN 5-211-03965-3
- Фёдорова Е. В. Императорский Рим в лицах. — М.: СЛОВО/SLOVO, 2002. — 232 с. — 10000 экз. — ISBN 5-85050-643-8
- Фёдорова Е. В. Англия. Тысячелетия и люди от каменного века до башни королевы Виктории. — М.: Новый ключ, 2002. — 176 с.
- Фёдорова Е. В. Испания. Века. Люди. Искусство. — М.: Новый ключ, 2002. — 176 с.
- Фёдорова Е. В. Мальта. Тысячелетия. Люди. Тайны. — М.: Новый ключ, 2003. — 96 с.
- Фёдорова Е. В. Беспокойная жизнь мастера Бенвенуто. Историческая повесть. — М.: Новый ключ, 2003. — 144 с.
- Фёдорова Е. В. Люди Древнего Египта. — М.: Новый ключ, 2003. — 112 с.
- Фёдорова Е. В. Люди прекрасной Франции. — М.: Издательство МГУ, 2003. — 160 с. — 3000 экз. — ISBN 5-211-04407-X
- Фёдорова Е. В. Малая Азия: Тысячелетия. События. Творения. — М.: Новый ключ, 2004. — 128 с. — 200 экз. — ISBN 5-7082-0148-7
- Фёдорова Е. В. Путешествие по Узбекистану. — М.: Новый ключ, 2004. — 128 с. — 200 экз. — ISBN 5-7082-0237-8
- Фёдорова Е. В. Мифы и реальность Древней Греции. — М.: Издательство МГУ, Наука, 2005. — 288 с. — 3000 экз. — ISBN 978-5-211-04262-9, 5-211-04262-X
- Фёдорова Е. В., Лесницкая М. М. Неаполь и его окрестности. Века. Люди. Искусство. — М.: Издательство МГУ, Наука, 2005. — 270 с. — 5000 экз. — ISBN 5-211-03418-X, 5-02-034949-6
- Фёдорова Е. В. Сицилия. Века. Люди. Искусство. — М.: Новый ключ, 2005. — 80 с.
- Фёдорова Е. В. Визуально-лекционный курс «Памятники мировой истории и культуры». Перечень диапозитивов и текст к ним. Часть первая. Греция и Италия. — М.: Новый ключ, 2006. — 136 с.
- Фёдорова Е. В. Исторические заметки. — М.: Новый ключ, 2006. — 118 с.
- Фёдорова Е. В. Человек в истории Западной Европы. — М.: Новый ключ, 2007. — 160 с. — 200 экз. — ISBN 5-7082-0169-X
- Фёдорова Е. В. Человек в истории Западной Европы. Часть вторая. Рим — Вечный город. — М.: Новый ключ, 2007. — 224 с.
- Фёдорова Е. В. Давние века истории России. — М.: Новый ключ, 2008. — 200 с.
- Фёдорова Е. В. Подлинные голоса Древнего Рима. — М.: Новый ключ, 2008. — 96 с. — 200 экз. — ISBN 5-7082-0275-0
- Фёдорова Е. В. Знаменитые женщины мировой истории. — М.: Новый ключ, 2009. — 288 с. — 200 экз.
- Фёдорова Е. В. Гибель С. А. Есенина — закономерность или случайность? — М.: Новый ключ, 2010. — 64 с. — 200 экз. — ISBN 978-5-7082-0312-0
- Фёдорова Е. В. Милан. Века и люди (Ум и глупость как движущие силы истории). — М.: Новый ключ, 2010. — 192 с.
- Фёдорова Е. В. Эпизоды из жизни средневекового Рима. — М.: Новый ключ, 2011. — 180 с.
- Фёдорова Е. В. Гибель В. В. Маяковского — закономерность или случайность? — М.: Новый ключ, 2011. — 152 с. — 500 экз. — ISBN 978-5-7082-0346-5